# Хайнрих X фон Хонщайн-Клетенберг
Хайнрих X фон Хонщайн-Клетенберг (на немски: Heinrich X von Honstein-Kletterberg; † 1428/1430) от графския род Хонщайн, е господар в Клетенберг, Лохра и Лаутерберг в Харц.

## Произход
Той е син на граф Хайнрих VII фон Хонщайн-Клетенберг († 1408/1409) и съпругата му принцеса Анна фон Брауншвайг-Грубенхаген († 1409), дъщеря на херцог Ернст I фон Брауншвайг-Грубенхаген († 1361) и Аделхайд фон Еберщайн († 1373). Брат е на Ото фон Хонщайн († 1406/1407), епископ на Мерзебург (1403 – 1406), и Ернст II фон Хонщайн-Клетенберг († ок. 12 юни 1426, убит при Аусиг).

## Фамилия
Хайнрих X се жени пр. 11 август 1371 г. за Анна/Аделхайд фон Брауншвайг-Остероде (* ок. 1343; † 1408), дъщеря на херцог Ернст I фон Брауншвайг-Гьотинген († 1366/1367) и Елизабет фон Хесен († 1390). Бракът е бездетен.

## Галерия
- Останки от замък Хонщайн (Харц)
- Замък Лохра
- Бад Лаутерберг в Харц, мястото на замък Лутерберг